# Mencía López de Haro
Mencía López de Haro (Vizcaya, c. 1215 - Palencia, c. 1271) fue una dama vizcaína, hija de Lope Díaz II de Haro, señor de Vizcaya, y de su esposa Urraca Alfonso de León, hija de Alfonso IX de León. Fue reina consorte de Portugal por su matrimonio con Sancho II de Portugal y desempeñó un papel crucial en la crisis política de 1245 en Portugal. Fue nieta por parte materna de Alfonso IX de León.

## Nacimiento

Escudo de armas de la Casa de Haro, familia a la que perteneció Mencía López de Haro.

Mencía López de Haro nació en el seno de una familia noble. Su padre, Lope Díaz II de Haro, señor de Vizcaya, era hijo de Diego López II de Haro, señor de Vizcaya, y de su esposa María Manrique de Lara.
Su madre, Urraca Alfonso de León, era hija ilegítima de Alfonso IX de León y hermanastra de Fernando III el Santo, rey de Castilla y León, así como, entre otros, del infante Alfonso de Molina, padre de la reina María de Molina.

## Primer matrimonio
Se desposó por primera vez, en el año 1234, con Álvaro Pérez de Castro el Castellano señor de la Casa de Castro, hijo de Pedro Fernández de Castro el Castellano, y bisnieto de Alfonso VII de León. Su esposo, cuyo matrimonio con la condesa Aurembiaix de Urgel había sido anulado en 1228, contrajo matrimonio con ella a raíz de una disputa entre su padre Lope Díaz II de Haro y Fernando III el Santo, ocurrida en el año 1234 y que se resolvió mediante la resolución arbitral concedida por las reinas Berenguela de Castilla y Beatriz de Suabia, madre y esposa respectivamente del rey Fernando.
En 1237 Álvaro Pérez de Castro vendió a su segunda esposa, Mencía López de Haro, su villa de Paredes de Nava y toda su heredad en el reino de León por 15.000 maravedíes.
Dos años después, el 15 de mayo de 1239 Álvaro Pérez de Castro vendió a la Orden de Calatrava y a su maestre Gonzalo Ibáñez la misma villa de Paredes de Nava por 7000 maravedíes, con la condición de mantener la tenencia vitalicia de la villa y la posibilidad de que sus hijos, que aún no había tenido, la recuperasen si devolvían esa cantidad al cumplir los 14 años de edad.
En 1239, en el municipio toledano de Orgaz, falleció su esposo, Álvaro Pérez de Castro aunque algunas fuentes señalan que falleció en el año 1240, cuando se dirigía hacia Andalucía, después de haber conferenciado en el municipio segoviano de Ayllón con Fernando III el Santo.

## Segundo matrimonio

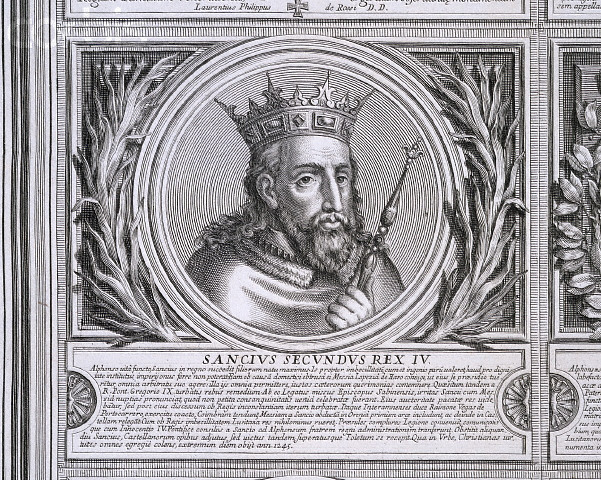
Mencía se casó entre 1242 y 1245 con Sancho II de Portugal.

Mencía López de Haro se desposó de nuevo con el rey portugués Sancho II de Portugal, hijo de Alfonso II de Portugal y de su esposa, la infanta Urraca de Castilla. Los escritores e historiadores antiguos son unánimes en considerar Mencía, no como concubina de Sancho, sino como su esposa.
Sin embargo, la sacramentalización de este matrimonio fue cuestionada por primera vez por António Brandão, quien después fue seguido por otros pensadores. Hoy, sin embargo, es un hecho indudable, a la vista de la bula Sua nobis del Papa Inocencio IV. La fecha y lugar del enlace son inciertos. Según la bula, parece que, a principios de 1245, Mencía estaba casada con Sancho. Rodrigo de Toledo no mencionó este matrimonio en su Historia de Portugal, concluida en marzo de 1243, lo que significa que el enlace no debe haber tenido lugar antes de 1242.

## Vida en la corte portuguesa

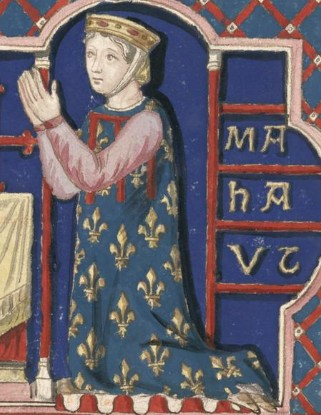
La reina Matilde de Dammartín, sucesora de Mencía López de Haro.

Mencía López de Haro fue rápida y francamente rechazada tanto por la nobleza como por el pueblo portugués. Por un lado, debido a la inferioridad jerárquica de la viuda de Álvaro Pérez de Castro, ya no tenía un interés directo con la Corona, ni para Portugal ni para Castilla, cuyo rey había abandonado a Mencía después de la muerte de su marido. Por otro lado, la nueva reina insistía en estar rodeada de criados castellanos, con excepción de algunos validos, lo que constituyó un trastorno para los cortesanos, quienes no estaban autorizados para una aproximación con el rey a través de Mencía. Pruebas del descontento popular fue una frase corriente entre la gente, que decía que el rey iba «encantado con las artes de D. Mencía de Haro».
Sin embargo la situación decrépita en la que Portugal se encontraba derivaba del período anterior a la venida de Mencía a la Corte noble. Después de varias guerras emprendidas contra los sarracenos y de varias conquistas cristianas, la monarquía tomó algunas ventajas, y el territorio gozó de paz durante algún tiempo y el monarca disfrutó de una aureola de gloria y de un brillo militar. Sin embargo, Sancho decidió cambiar a los consejeros del reino por sus compañeros durante las campañas militares.
El cambio fue fatal y el consejo se enfrentó a momentos de grandes conflictos que mancharon la imagen del rey y también fue lo que llevó a algunos historiadores a describir a este período como una anarquía. En este estado Mencía encontró a la corte cuando se casó con Sancho.

## Anulación del matrimonio con Sancho II de Portugal

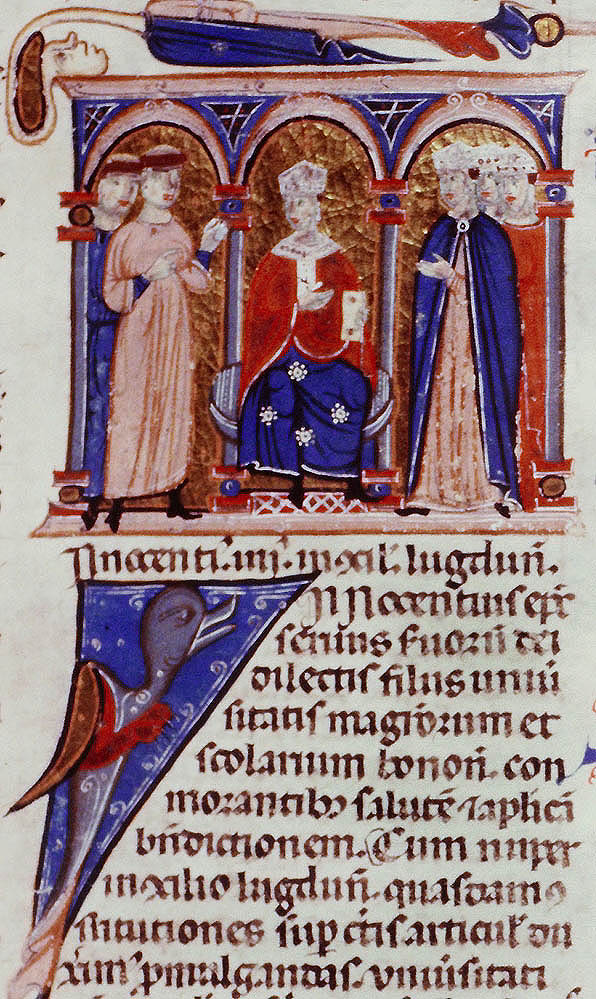
El papa Inocencio IV en el Primer Concilio de Lyon.

El papa Inocencio IV se dirigió a Alfonso, pretendiente al trono portugués y hermano del rey, pidiendo tropas del condado de Boulogne para amparar a la Iglesia en Tierra Santa, ya que en ese momento estaban en guerra. Sin embargo, este llamado era solo un pretexto para que Alfonso pudiese aparecer con sus fuerzas armadas en Lisboa, y así servir los planes del clero portugués y del Papa.
Alfonso era el heredero de Sancho, pero esto podía cambiar en cualquier momento, si Mencía tenía hijos, lo que crearía graves problemas en la reclamación del trono por parte de Alfonso. La solución era la separación de los dos cónyuges.
El pretexto encontrado fue que Mencía y Sancho eran parientes, teniendo cuarto grado de endogamia, lo que ponía en peligro el matrimonio de los reyes y daba lugar a un único camino; el divorcio. En representación papal, Alfonso comparece ante Mencía y Sancho, exponiendo el problema. Sin embargo, este grado de consanguinidad era común y aceptable. En una bula dirigida a lo rey português, el papa describía al país como uno terrible, estribado por las denuncias de los obispos portugueses, terminando con amenazas de que, de no cumplirse sus órdenes, tomaría «decisiones correctas». Esta bula surge a raíz del concilio de Lyon, en el cual Aires Vasques, segundo crónica de la época, fue el único defensor del monarca.
Sin embargo, Sancho no repudió su esposa, como lo esperaban Alfonso y el Papa. Este último cumplió sus amenazas y anuló el matrimonio, haciéndolo inválido tanto por la jerarquía social de los cónyuges, así como por los vínculos de sangre que los unían familiarmente.

## Muerte en Palencia
Según Rui de Pina, el cronista de Sancho II, Mencía fue llevada de Ourém hacia Galicia y nunca más hubo noticias suyas. Aunque es poco probable que ella haya ido a Galicia. Existe un documento que, a pesar de que falta la indicación de un lugar, muestra que ella vivía en esa época en un lugar cercano a Castilla; dicho documento, data del 24 de febrero de 1257.
En aquel lugar adoptó el infante Fernando, el cual heredó todos los bienes de Mencía y además entró en disputa por la herencia de Sancho II. Mencía falleció en Palencia, según la tradición, lugar donde poseía sus tierras, y fue sepultada en la Capilla de la Cruz en el Monasterio de Santa María, Nájera. Sobre el sepulcro, sostenido por cuatro leones con las armas de Portugal en el pecho, se encuentra la figura con traje vizcaíno. Fernando se encargó de establecer seis capellanes y una misa diaria por su alma.